# كاتي بلاكبيرن
كاتي بلاكبيرن (بالإنجليزية: Katie Blackburn)‏ هي مسيرة رياضية أمريكية، ولدت في 25 سبتمبر 1965.